# Elso Brito
Elso Brito (Rotterdam, 2 aprile 1994) è un calciatore olandese naturalizzato capoverdiano, difensore svincolato.

## Carriera
Nella stagione 2013-2014 ottiene con l'Excelsior la promozione in Eredivisie, debuttando in massima serie nella stagione successiva.